# Latarnia lądowa w Jodłówce Tuchowskiej
Latarnia lądowa w Jodłówce Tuchowskiej – dawna latarnia lądowa, wzniesiona w XVI w., znajdująca się w Jodłówce Tuchowskiej.
Od 1871 pełni funkcje religijne i turystyczne jako kapliczka słupowa.

## Historia
Na Zadworzu w Jodłówce Tuchowskiej znajduje się wystawiona w XVI w. kamienna figura w kształcie kolumny. Zakończona jest zadaszeniem, gdzie umieszczona była specjalna latarnia, którą rozpalano na noc. Według tradycji latarnia pełniła funkcję drogowskazu dla kupców przemierzających szlak handlowy na Węgry oraz innych podróżnych, m.in. zbrojnych rycerzy czy pielgrzymów zdążających do okolicznych sanktuariów (np. w Tuchowie). Składa się z trzech kondygnacji: pierwsza – ośmioboczna, ozdobiona wypuszczonym dokoła ornamentacyjnym gzymsem, druga – z ośmioma płytkimi wnękami i trzecia – w kształcie walca zwieńczonego przeźroczem o czterech kolumnach podtrzymujących płytę kamiennego zadaszenia. 
W 1840 latarnia zmieniła swoje przeznaczenie, gdy Jodłówka Tuchowska stała się samodzielną parafią. Od strony północnej dobudowano do niej drewnianą kaplicę z dzwonnicą i stała się wieżyczką niewielkiego kościoła św. Michała Archanioła. Z jej szczytu zdjęto zapalany lampion, a na jego miejsce wstawiono rzeźbę Chrystusa Frasobliwego.
W 1871 wybudowano w centrum wsi nowy kościół, a rozbierając starszy kościółek pozostawiono samotną kolumnę. W latach dziewięćdziesiątych XX w. z inicjatywy ówczesnego proboszcza ks. Władysława Chodora wykonano prace konserwatorskie przy obelisku: wzmocniono fundament oraz odnowiono poszczególne kondygnacje. Miejscowy kamieniarz Konstanty Wabno wykonał nową kamienną figurę Chrystusa Miłosiernego oraz nowe zadaszenie. Odnowiona figura, dawna latarnia, została poświęcona w 1992.

## Galeria

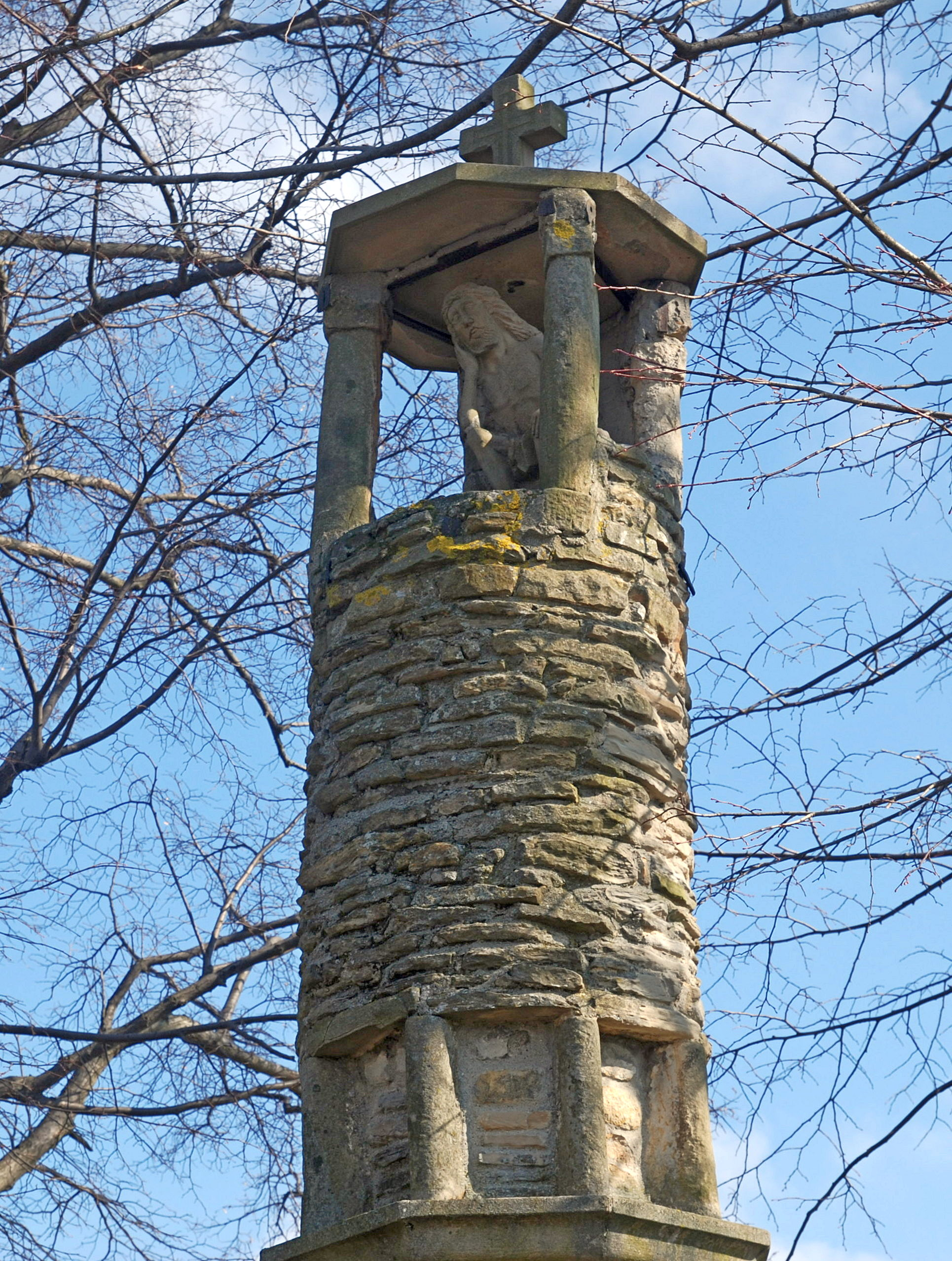
Z bliska
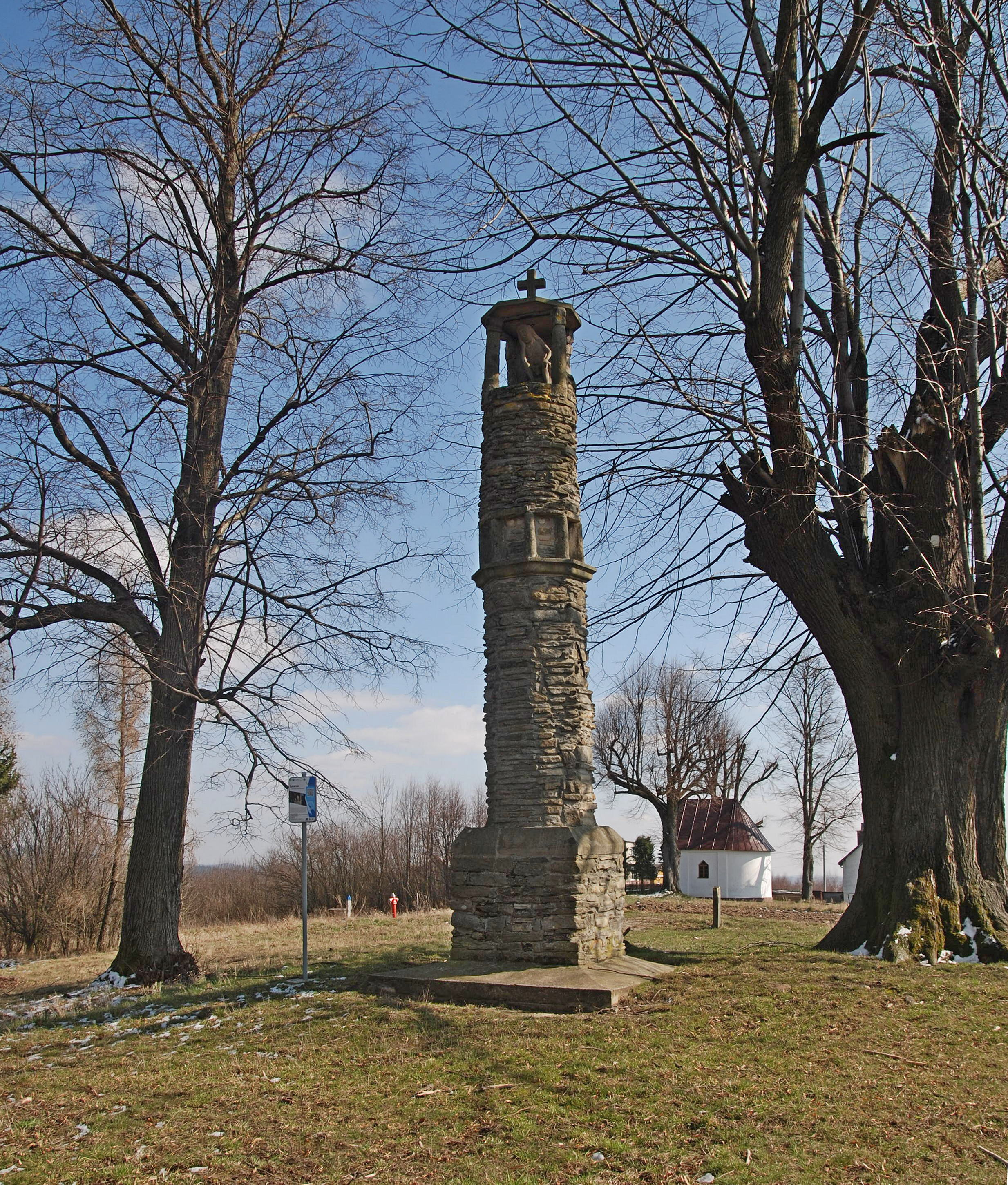
Widok ze strony zachodniej
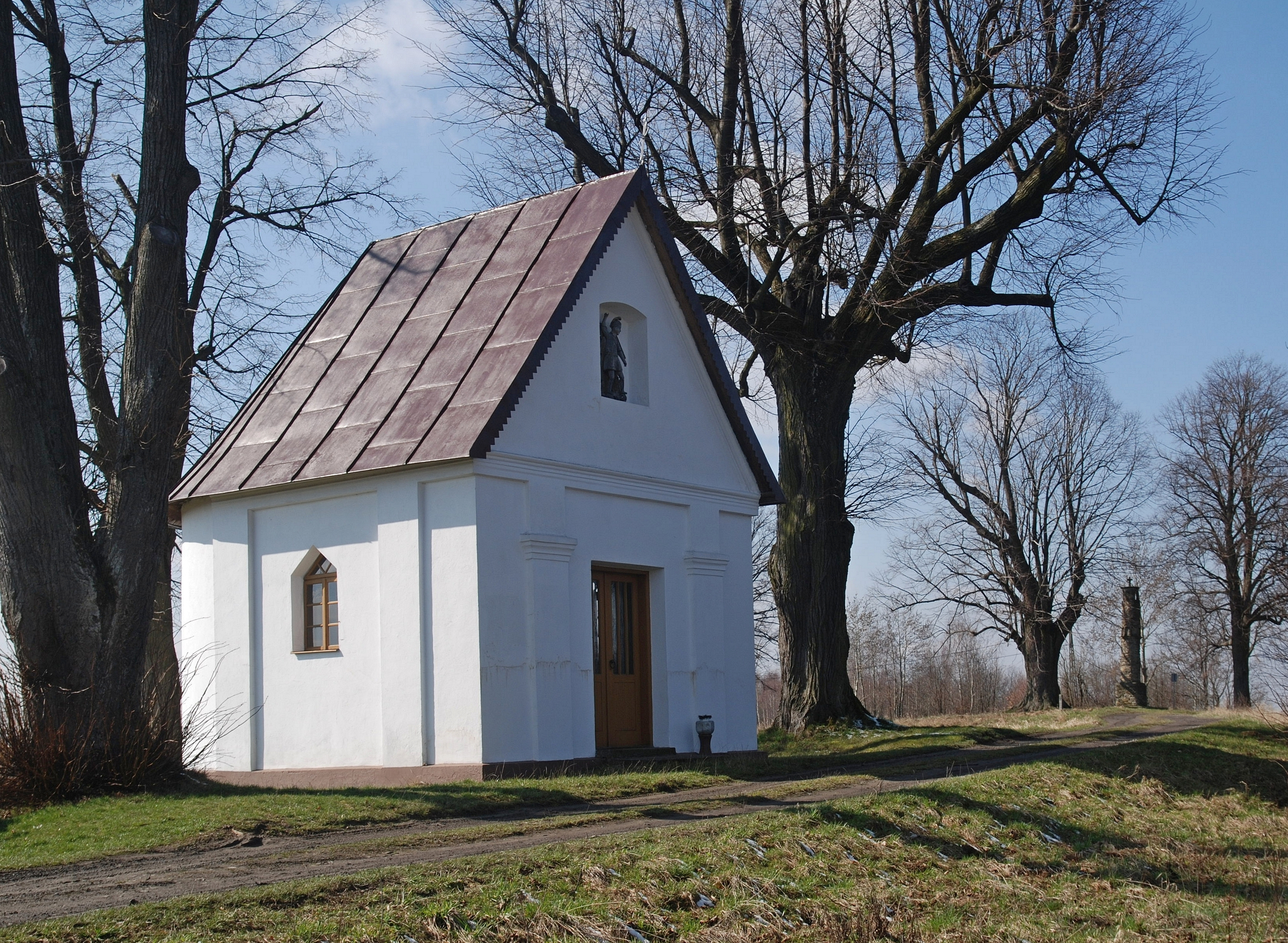
Otoczenie